# Памятник Татищеву (Пермь)
Памятник Василию Никитичу Татищеву в Перми установлен в Разгуляйском сквере на улице Ленина в Ленинском районе города.

## История
Памятник В. Н. Татищеву был заложен в 2001 г. Создание памятника заказала администрация Перми под давлением общественности. В 2001—2002 гг. проводился трехэтапный конкурс проектов памятника, победителем в котором стал пермский скульптор А. А. Коврижкин. В создании монумента также принимал участие архитектор С. И. Тарасов. Монумент был создан в Нижнем Тагиле и доставлен в Пермь 27 мая 2003 г. Предполагалось, что памятник станет центром историко-архитектурной композиции, призванной показать главные вехи истории Перми.
Памятник был установлен 11 июня 2003 г. в честь 280-летнего юбилея Перми. Он выполнен из бронзы и представляет собой четырёхметровую в полный рост фигуру Татищева в развевающемся плаще и с планом Егошихинского завода. На постаменте высотой 4,5 м, облицованном полированным красным гранитом, в бронзовом рельефном картуше нанесён текст
Основатель

города Перми

ТАТИЩЕВ

Василий Никитич
Композицию дополняет гранитный ступенчатый цоколь, на который поставлены две мортиры и чугунные пушечные ядра.
Предполагается перепланировка и облагораживание местности вокруг памятника.